# フェルナンド・ジョゼ・デ・フランサ・ディアス・ヴァン＝デュネム
フェルナンド・ジョゼ・デ・フランサ・ディアス・ヴァン＝デュネム（ポルトガル語: Fernando José de França Dias Van-Dúnem、1934年8月24日 - 2024年6月12日）は、アフリカ連合の全アフリカ議会第一副議長を務めたアンゴラの政治家。与党、アンゴラ解放人民運動（MPLA）に所属し、1990年代に2度アンゴラ共和国首相を務めた。
1991年6月から1992年12月まで首相を務め、1978年の首相廃止以来、初めて任命された首相となった。4年間の閣外にいた後、1996年6月3日、首相に再任命され、1999年1月の内閣改造で再度首相が廃止されるまで首相の座にとどまった。
2024年6月12日の朝にポルトガルのリスボンで死去。90歳没。

## 経歴

### 学歴
フランスのエクス＝アン＝プロヴァンスで公法修士と公法博士（Ph.D.を取得。

### 研究者
1964年から1965年にかけて、オランダのユトレヒト大学で国際法に関するマールテン・ボス教授の助手を務めた。同年に国家と政府の承認について研究を行った。1964年よりアメリカ国際法学会会員となった。1969年から1971年までの3年間、ブルンジのブジュンブラで国際公法、憲法、行政法の講師を務めた。

### 国際機関・外交官
1970年からの2年間、アフリカ統一機構（OAU)の副法律顧問を務めた。1972年から1978年までは同組織の人事部長を務めた。1978年から1年間、スイスのジュネーブ	でOAUの政治・法務担当国連副代表を務めた。
1979年から1982年までは、アンゴラ人民共和国の特命全権大使として、ベルギー、オランダ、欧州経済共同体に駐在した。1982年から4年間、アンゴラ人民共和国の特命全権大使として、ポルトガルとスペインに駐在した。

### 政治家
1985年から1986年まで外務副大臣を務め、1986年から1990年まで法務大臣を務めた。1990年から1991年までは計画大臣、1991年から1992年までは首相を務めた。1992年から1996年までアンゴラ国民議会議長を務めた後、1996年から1999年まで2度目の首相を務めた。
1999年にアンゴラ国民議会の議員となった。同時にアンゴラ・カトリック大学の国際法、政治哲学史の教授、法学部の一員であった。
2008年9月議会選挙において、MPLAの全国リストで71番目の候補者であった。 MPLAが圧倒的多数を獲得したこの選挙にて、議席を獲得した。